# Periphyllus testudinaceus
Periphyllus testudinaceus är en insektsart som först beskrevs av Fernie 1852. Enligt Catalogue of Life ingår Periphyllus testudinaceus i släktet Periphyllus och familjen långrörsbladlöss, men enligt Dyntaxa är tillhörigheten istället släktet Periphyllus och familjen borstbladlöss. Arten är reproducerande i Sverige. Inga underarter finns listade i Catalogue of Life.